# Ну що, зіграємо?
Ну що, зіграємо? (англ. Let the Game Begin) — американський комедійний фільм 2010 року.

## Сюжет
Тріпп звичайний хлопець середнього віку, що розчарувався в житті. В одному з відряджень Тріпп дізнається, що у його брата Роуена є особливий дар привертати увагу жінок. І йому спадає на думку блискуча ідея. Він розуміє, що в наш час у бізнеса й любові багато спільного. Він вигадує концепцію бізнесу і його партнерами стають Гері, брокер з Волл-Стріт, і двоюрідний брат Роуен, який починає укладати угоди використовуючи свій шарм і свій секрет зваблювання жінок. Але самого Тріппа не полишає думка дізнатися секрет Роуена і самому укладати угоди.

## У ролях
| Актор             | Роль               |
| ----------------- | ------------------ |
| Томас Іен Ніколас | Тріпп Стаут «Марк» |
| Адам Родрігес     | Роуен Слай «Рікі»  |
| Ліза Рей          | Єва Стаут          |
| Стівен Болдвін    | Девід Керролл      |
| Майкл Медсен      | доктор Тернер      |
| Наташа Генстридж  | Ангела             |
| Лохлін Манро      | Гері Джонсон       |
| Кен Давітян       | Ерік Бенкс         |
| Джеймс Ейврі      | Марк Хенлі         |
| Аделі Рене        | Фіона              |